# シャーロットFC
シャーロットFC (Charlotte Football Club) は、アメリカ合衆国の南東部、ノースカロライナ州シャーロットをホームタウンとし、メジャーリーグサッカー (MLS) に所属するプロサッカークラブ。

## 概要
NFLのカロライナ・パンサーズを保有するヘッジファンド・マネージャーのデビッド・テッパーによって設立され、メジャーリーグサッカー (MLS) の30番目のクラブとして2022年からリーグに参戦する予定である。ホームスタジアムはバンク・オブ・アメリカ・スタジアムを使用する。

## 歴史
デビッド・テッパーは2018年7月にカロライナ・パンサーズの買収を完了したが、彼の野心がNFLだけに留まることはなく、バンク・オブ・アメリカ・スタジアムの用途をMLSに拡大する構想を示唆していた。
2019年1月にはMLS参入を検討中であることを表明し、それからテッパーやトム・グリックら首脳陣は何度もニューヨークに赴いてMLSコミッショナーのドン・ガーバーと会談を重ね、8月にはシャーロットでも会談を行った。
2019年12月17日、テッパーは総額4億2500万USドルの投資でフランチャイズ権を獲得し、シャーロットFCはMLSの30番目のクラブとして承認された。
当初は2021年の参戦を目指していたが、COVID-19パンデミックを受けて2022年に延期された。

## タイトル

### 国内タイトル
- MLSカップ：0回
  - なし

- サポーターズ・シールド：0回
  - なし

- USオープンカップ：0回
  - なし

### 国際タイトル
- リーグスカップ：0回
  - なし

- CONCACAFチャンピオンズカップ：0回
  - なし

- FIFAクラブワールドカップ：0回
  - なし

## 過去の成績
| 年   | ディビジョン | ディビジョン | ディビジョン | ディビジョン | ディビジョン | ディビジョン | ディビジョン | ディビジョン | ディビジョン | プレーオフ | USオープンカップ | 平均観客数 |
| 年   | 試           | 勝           | 分           | 敗           | 得           | 失           | 点           | レギュラー   | 全体         | プレーオフ | USオープンカップ | 平均観客数 |
| ---- | ------------ | ------------ | ------------ | ------------ | ------------ | ------------ | ------------ | ------------ | ------------ | ---------- | ---------------- | ---------- |
| 2023 |              |              |              |              |              |              |              |              |              |            | -                |            |

## 現所属メンバー
2022年4月24日現在
注：選手の国籍表記はFIFAの定めた代表資格ルールに基づく。
| No. | Pos. |                | 選手名                     |
| --- | ---- | -------------- | -------------------------- |
| 1   | GK   | クロアチア     | クリスティアン・カフリナ   |
| 2   | DF   | ポーランド     | ヤン・ソボチンスキ         |
| 3   | DF   | アメリカ合衆国 | アダム・アーマー           |
| 4   | DF   | ウルグアイ     | グスマン・コルーホ         |
| 5   | DF   | イングランド   | アントン・ウォークス       |
| 6   | MF   | スペイン       | セルヒオ・ルイス           |
| 7   | FW   | ポーランド     | カミル・ヨズヴィアク       |
| 8   | MF   | エクアドル     | ジョルディ・アルシバル     |
| 9   | FW   | ブラジル       | ヴィニシウス・メロ         |
| 10  | FW   | アルゼンチン   | クリスティアン・オルティス |
| 11  | FW   | ポーランド     | カロル・シフィデルスキ     |
| 12  | FW   | メキシコ       | ダニエル・リオス           |
| 13  | MF   | アメリカ合衆国 | ブラント・ブロニコ         |

| No. | Pos. |                | 選手名                   |
| --- | ---- | -------------- | ------------------------ |
| 14  | DF   | ベネズエラ     | クリスティアン・マクーン |
| 15  | MF   | アメリカ合衆国 | ベン・ベンダー           |
| 17  | FW   | アメリカ合衆国 | マッキンツ・ゲインズ     |
| 19  | MF   | アメリカ合衆国 | クリス・ヘガード         |
| 20  | MF   | アメリカ合衆国 | デリック・ジョーンズ     |
| 21  | MF   | エクアドル     | アラン・フランコ         |
| 22  | DF   | オーストリア   | クリスティアン・フックス |
| 23  | GK   | メキシコ       | パブロ・シスニエガ       |
| 24  | DF   | アメリカ合衆国 | ジェイリン・リンゼー     |
| 25  | DF   | ガーナ         | ハリソン・アッフル       |
| 26  | FW   | ペルー         | ヨルディ・レイナ         |
| 28  | DF   | コスタリカ     | ホセフ・モラ             |
| 30  | GK   | アメリカ合衆国 | エイドリアン・ゼンデハス |
| 31  | GK   | アメリカ合衆国 | ジョージ・マークス       |

### ローン移籍
in
注：選手の国籍表記はFIFAの定めた代表資格ルールに基づく。
| No. | Pos. |              | 選手名                                          |
| --- | ---- | ------------ | ----------------------------------------------- |
| 10  | FW   | アルゼンチン | クリスティアン・オルティス (クラブ・ティフアナ) |
| 21  | MF   | エクアドル   | アラン・フランコ (アトレチコ・ミネイロ)         |

out
注：選手の国籍表記はFIFAの定めた代表資格ルールに基づく。
| No. | Pos. |                | 選手名                                                |
| --- | ---- | -------------- | ----------------------------------------------------- |
| 36  | DF   | アメリカ合衆国 | コア・サントス (シャーロット・インディペンデンス)     |
| --  | MF   | アイルランド   | クイン・マクニール (シャーロット・インディペンデンス) |

## 歴代監督
- ミゲル・アンヘル・ラミレス 2022-